# Sutera grandiflora
Sutera grandiflora es una especie de plantas angiospermas de la familia de las escrofulariáceas, del género Sutera, descrita por William Philip Hiern. Es una planta anual de crecimiento tapizante o colgante. Son plantas que se cultivan ampliamente como ornamentales en regiones templadas y tropicales. Junto con la S. cordata es comúnmente conocida como Bacopa.

## Descripción
La  Sutera grandiflora es una planta anual que florece desde la primavera hasta el otoño. Originario de las partes más lluviosas de Sudáfrica, tiene flores pequeñas, blancas, azules o rosadas de cinco pétalos y follaje verde.

## Nota
1. ↑  Wiersema, John H.; León, Blanca (19 de abril de 2016). World Economic Plants: A Standard Reference, Second Edition (en inglés). CRC Press. p. 667. ISBN 978-1-4665-7681-0. Consultado el 20 de mayo de 2022.
2. ↑  «Plant database entry for Sutera (Jamesbrittenia grandiflora Big Falls™ Pearl 16) with 2 images.». garden.org (en inglés). Consultado el 20 de mayo de 2022.
3. ↑  The Plant List (2010). «Sutera grandiflora». Consultado el 19 de mayo de 2022.
4. ↑  Eliovson, Sima (1969). Discovering Wild Flowers in Southern Africa (en inglés). H. Timmins. Consultado el 20 de mayo de 2022.

- «Sutera grandiflora». International Plant Names Index. Real Jardín Botánico de Kew, Herbario de la Universidad de Harvard y Herbario nacional Australiano (eds.).

- Datos: Q15605874
- Multimedia: Sutera grandiflora / Q15605874